# Neri di Fioravante
Neri di Fioravante Fioravanti (Pistoia, ... – Firenze, 1374) è stato un architetto italiano del Trecento, attivo a Firenze e in Toscana.

## Biografia
Nacque a Pistoia da Fioravante Fioravanti. Non ci sono molte notizie certe sulla sua vita, ma resta qualche documento per ricostruire un'attività frammentaria. 
Gli vengono attribuiti molti cantieri di quell'epoca, dal Ponte Vecchio (dal 1345), alla chiesa di San Carlo dei Lombardi, a Orsanmichele, alla chiesa di Santa Trinita (dove lavorò sicuramente al dormitorio del convento tra il 1360 al 1362), magari in collaborazione con altri architetti come Benci di Cione Dami e Francesco Talenti.
Fu il primo ad eseguire uno studio progettuale della cattedrale di Santa Maria del Fiore e uno studio della cupola. Tale studio e conseguente progetto, fu scelto con fede cieca dai membri dell'Opera del Duomo nel 1367 in quanto essi confidarono molto nell'architetto che aveva nel 1345 riprogettato Ponte Vecchio. Questo smentirebbe la tesi del Vasari che attribuiva il Ponte Vecchio a Taddeo Gaddi, che invece collaborò con Neri Fioravanti solo come capomastro e assistente: ne è conferma la fedele testimonianza in merito di Giovanni Villani, cronista dell'epoca.  
Giorgio Vasari gli attribuì anche l'ingrandimento del Palazzo del Bargello, iniziato nel 1340.